# Прапор Глибочиці
Пра́пор Глибо́чиці — офіційний символ села Глибочиця Житомирського району Житомирської області, затверджений рішенням Глибочицької сільської ради.

## Опис
Прямокутне полотнище із співвідношенням 2:3 розділене тонкими синіми і жовтими смугами (1/48 довжини прапора) на чотири рівні частини, верхні зелені, нижні червоні. На перетині знаходиться великий герб. Уздовж древка йде біла вертикальна смужка в 1/10 довжини прапора з синім декоративним візерунком.